# 天津市国际友好城市列表
友好城市是指将地域或政治上没有关联的城市联系起来，以期促进相互间的人员接触和文化联系，并且这样的联系并不局限于城市之间，在县、地区、省（自治区）和其他国家以下的行政區之间都可以进行。
天津市经天津市人民政府批准，再经中國人民對外友好協會确认，由中华人民共和国外交部批准后，可以与国外城市建立友好合作关系。友好城市之間可以开展在经济、科技、教育、农业、文化、卫生、体育、旅游、环保等各领域的交流与合作。
截至2024年9月，天津市及其下辖各县级行政区已与23个国家建立30对友好城市。其中，亚洲有8个国家、11对友好城市；北美洲有1个国家、3对友好城市；南美洲有1个國家、2对友好城市；欧洲有10个国家、10对友好城市；大洋洲有2个国家、2对友好城市；非洲有2个国家、2对友好城市（法国有2对友好城市位於歐洲，1对友好城市位於非洲）。直轄市级友好城市有29对，县级友好城市有1对。

## 天津市的友好地區和城市
除非另有说明，以下的列表中的信息均根据天津市人民政府外事办公室提供的信息汇编。

### 直轄市級友好地區和城市
| 天津市管辖区 | 友好管辖区       | 国家或地区 | 大洲   | 结好日期       | 来源及备注     |
| ------------ | ---------------- | ---------- | ------ | -------------- | -------------- |
| 天津市       | 神户市           | 日本       | 亚洲   | 1973年6月24日  | [ 5 ]          |
| 天津市       | 费城             | 美国       | 北美洲 | 1979年12月6日  | [ 6 ]          |
| 天津市       | 墨尔本           |            | 大洋洲 | 1980年5月5日   | [ 7 ]          |
| 天津市       | 四日市市         | 日本       | 亞洲   | 1980年10月28日 | [ 8 ]          |
| 天津市       | 塞拉耶佛         |            | 欧洲   | 1981年5月28日  | [ 9 ] [ 註 1 ] |
| 天津市       | 伦巴第大区       | 義大利     | 歐洲   | 1985年5月9日   | [ 4 ]          |
| 天津市       | 格罗宁根         | 荷蘭       | 歐洲   | 1985年9月12日  | [ 4 ]          |
| 天津市       | 千葉市           | 日本       | 亞洲   | 1986年5月7日   | [ 10 ]         |
| 天津市       | 普羅夫迪夫州     | 保加利亚   | 歐洲   | 1989年10年15日 | [ 4 ]          |
| 天津市       | 伊兹密尔         | 土耳其     | 亞洲   | 1991年9月23日  | [ 11 ]         |
| 天津市       | 阿比让           |            | 非洲   | 1992年9月26日  | [ 4 ]          |
| 天津市       | 乌兰巴托         | 蒙古国     | 亞洲   | 1992年9月27日  | [ 4 ]          |
| 天津市       | 哈爾科夫         | 乌克兰     | 歐洲   | 1993年6月14日  | [ 12 ]         |
| 天津市       | 延雪平市镇       | 瑞典       | 歐洲   | 1993年9月23日  | [ 13 ]         |
| 天津市       | 仁川廣域市       |            | 亞洲   | 1993年12月7日  | [ 14 ]         |
| 天津市       | 薩爾蘭           | 德国       | 歐洲   | 1994年9月28日  | [ 4 ]          |
| 天津市       | 罗兹             | 波蘭       | 歐洲   | 1994年10月11日 | [ 15 ]         |
| 天津市       | 里約熱內盧州     | 巴西       | 南美洲 | 1995年4月18日  | [ 4 ]          |
| 天津市       |                  | 美国       | 北美洲 | 1997年8月1日   | [ 4 ]          |
| 天津市       | 亞馬遜州         | 巴西       | 南美洲 | 1997年10月20日 | [ 4 ]          |
| 天津市       | 海防市           | 越南       | 亞洲   | 1999年1月8日   | [ 4 ]          |
| 天津市       | 惠灵顿           | 新西兰     | 大洋洲 | 2011年7月23日  | [ 16 ]         |
| 天津市       | 东爪哇省         | 印度尼西亞 | 亞洲   | 2012年9月24日  | [ 4 ]          |
| 天津市       | 鲁昂诺曼底都会区 | 法國       | 歐洲   | 2013年5月21日  | [ 4 ]          |
| 天津市       | 俄勒冈州         | 美国       | 北美洲 | 2014年6月10日  | [ 4 ]          |
| 天津市       | 留尼汪大区       | 法國       | 非洲   | 2014年10月17日 | [ 4 ]          |
| 天津市       | 比什凯克         |            | 亞洲   | 2023年5月19日  | [ 4 ]          |
| 天津市       | 塔什干           |            | 亞洲   | 2024年9月5日   | [ 4 ]          |
| 天津市       | 吉扎克州         |            | 亞洲   | 2024年9月5日   | [ 4 ]          |

### 縣級友好城市
| 天津市管辖区 | 友好管辖区 | 国家或地区 | 大洲 | 结好日期       | 来源及备注 |
| ------------ | ---------- | ---------- | ---- | -------------- | ---------- |
| 武清区       | 科靈       | 丹麦       | 歐洲 | 2015年11月25日 | [ 17 ]     |